# Ђурђин
Ђурђин (мађ. Györgyén) је насеље у граду Суботици, у Севернобачком округу, у Србији. Према попису из 2022. у њему је живело 1202 становника. Село има амбуланту и осмогодишњу школу.

## Име
Према првој верзији, насеље је добило име према једном претку најбројније породице Дулићевих који се звао Ђура и који је био необично високог раста. Друга верзија, која је веродостојнија је да је назив Ђурђин дат према називу цвећа „ђурђин“, које се гајило у сваком дворишту и сваком салашу, а и сада се доста гаји, и то је у ствари једна врста георгине (далије).

## Историја
Ово насеље је постојало током угарског периода и у време Турака. Помен о њему је из 1492. године. Некад је због мноштва ритова и пошумљености био омиљено ловиште суботичких велепоседника. Краљичина земља и данас је назив једног дела земље у ђурђинској жупи, који потврђује први писани податак о имену целог локалитета, а који је под називом Ђурђин мађарски властодржац Матија Корвин даровао својој мајци краљици Елизабети средином 15. века (1462) Такође, на Павловцу, око шест километара од данашњег насеља, постоје остаци средњовековног самостана у којем је живио и деловао ред Павлина, угашен 1598, кад су се редовници повукли на угарску територију у Острогон (Есзтергом).
У турском периоду становништво су били Срби, који су се 1598. године иселили и село је опустело. После тога оно се помиње као пустара. Прва већа и организованија колонизација буњевачког живља бележи се у 17. веку, тачније 1687. Насељени живаљ убрзо је на квалитетној црници развио своју основну животну делатност, пољопривреду. Године 1904. на Ђурђинским салашима живело је 1.898 становника (Букуров, 1983).
Ђурђин је доскора типично салашарско насеље настало на истоименој пустари, која је припадала Суботици. До краја 19. века ту су биле групе салаша, називане по фамилијама којима су припадали, а протезале су се са обе стране долине Долац, којом отиче једна од десних притока Криваје. Ти положаји су типични за првобитне фарме салаша сточара. Касније, током прве половине 20. века, досељавањем новог становништва или деобом домаћинстава, салаши се шире и по другим деловима пустаре. Средином пустаре је 1908. године трасирана пруга Суботица – Црвенка, а на њој је, у близини долине Долац, изграђена железничка станица Ђурђин. У то време се одвијао и процес приближавања салаша пољским путевима и раније групе салаша се све више трансформишу у салашарске шорове. Ови шорови су карактеристични по томе, што су салаши нанизани само са једне стране пута, оне окренуте ка Долцу. Најтипичнији пример је шор дуг око 5 km на јужној страни долине. Други вид трансформације је окупљање салаша у групе, као на пример у засеоку Мала Пешта на путу ка Старом Жеднику. Тако је настало и језгро села окупљањем салаша у близини железничке станице.
Данас Ђурђин има пет кратких паралелних и три попречне улице. Центар села није компактан и формиран је у западном делу насеља. У њему су православна црква, управа пољопривредног комбината и већина јавних служби, док је школа на југоисточној периферији. Село је једним споредним путем повезано са магистралним путевима Суботица – Сомбор (код Мишићева) и Суботица – Нови Сад (код Старог Жедника). Пруга је демонтирана. Гравитациони центар је удаљен 25 km.

## Спорт
Од 1964. године у овом месту постоји фудбалски клуб Ђурђин.

## Демографија
У насељу Ђурђин живи 1380 пунолетних становника, а просечна старост становништва износи 40,5 година (39,6 код мушкараца и 41,5 код жена). У насељу има 624 домаћинства, а просечан број чланова по домаћинству је 2,80.
|             | \| Демографија[1] \| Демографија[1] \| Демографија[1] \| \| Година \| Становника \| Становника \| \| -------------- \| -------------- \| -------------- \| \| 1948. \| 2.738 \| \| \| 1953. \| 2.664 \| \| \| 1961. \| 2.992 \| \| \| 1971. \| 2.805 \| \| \| 1981. \| 2.297 \| \| \| 1991. \| 1.911 \| 1.891 \| \| 2002. \| 1.746 \| 1.771 \| \| 2011. \| 1.441 \| \| |            |
| Демографија | |            |
| Година      | Становника | Становника |
| 1948.       | 2.738 |            |
| 1953.       | 2.664 |            |
| 1961.       | 2.992 |            |
| 1971.       | 2.805 |            |
| 1981.       | 2.297 |            |
| 1991.       | 1.911 | 1.891      |
| 2002.       | 1.746 | 1.771      |
| 2011.       | 1.441 |            |

| Етнички састав према попису из 2002.‍ | Етнички састав према попису из 2002.‍ | Етнички састав према попису из 2002.‍ | Етнички састав према попису из 2002.‍ | Етнички састав према попису из 2002.‍ |
| ------------------------------------ | ------------------------------------ | ------------------------------------ | ------------------------------------ | ------------------------------------ |
|                                      |                                      |                                      |                                      |                                      |
| Хрвати                               | Хрвати                               |                                      | 677                                  | 38,77%                               |
| Срби                                 | Срби                                 |                                      | 484                                  | 27,72%                               |
| Буњевци                              | Буњевци                              |                                      | 251                                  | 14,37%                               |
| Мађари                               | Мађари                               |                                      | 124                                  | 7,10%                                |
| Југословени                          | Југословени                          |                                      | 67                                   | 3,83%                                |
| Црногорци                            | Црногорци                            |                                      | 7                                    | 0,40%                                |
| Словенци                             | Словенци                             |                                      | 7                                    | 0,40%                                |
| Украјинци                            | Украјинци                            |                                      | 4                                    | 0,22%                                |
| Македонци                            | Македонци                            |                                      | 4                                    | 0,22%                                |
| Бугари                               | Бугари                               |                                      | 3                                    | 0,17%                                |
| Русини                               | Русини                               |                                      | 2                                    | 0,11%                                |
| Румуни                               | Румуни                               |                                      | 2                                    | 0,11%                                |
| Бошњаци                              | Бошњаци                              |                                      | 2                                    | 0,11%                                |
| Муслимани                            | Муслимани                            |                                      | 1                                    | 0,05%                                |
| непознато                            | непознато                            |                                      | 0                                    | 0,0%                                 |

| Етнички састав према попису из 2011.‍ | Етнички састав према попису из 2011.‍ | Етнички састав према попису из 2011.‍ | Етнички састав према попису из 2011.‍ | Етнички састав према попису из 2011.‍ |
| ------------------------------------ | ------------------------------------ | ------------------------------------ | ------------------------------------ | ------------------------------------ |
|                                      |                                      |                                      |                                      |                                      |
| Хрвати                               | Хрвати                               |                                      | 488                                  | 33,9%                                |
| Срби                                 | Срби                                 |                                      | 406                                  | 28,2%                                |
| Буњевци                              | Буњевци                              |                                      | 264                                  | 18,3%                                |
| Мађари                               | Мађари                               |                                      | 102                                  | 7,1%                                 |
| остали                               | остали                               |                                      | 181                                  | 12,5%                                |

| Година пописа     | 1948. | 1953. | 1961. | 1971. | 1981. | 1991. | 2002. |
| ----------------- | ----- | ----- | ----- | ----- | ----- | ----- | ----- |
| Број домаћинстава | 645   | 688   | 848   | 779   | 717   | 726   | 624   |

| Број чланова      | 1   | 2   | 3   | 4   | 5  | 6  | 7 | 8 | 9 | 10 и више | Просек |
| ----------------- | --- | --- | --- | --- | -- | -- | - | - | - | --------- | ------ |
| Број домаћинстава | 138 | 171 | 124 | 109 | 50 | 22 | 7 | 1 | 1 | 1         | 2,80   |

| Пол    | Укупно | Неожењен/Неудата | Ожењен/Удата | Удовац/Удовица | Разведен/Разведена | Непознато |
| ------ | ------ | ---------------- | ------------ | -------------- | ------------------ | --------- |
| Мушки  | 743    | 254              | 405          | 39             | 44                 | 1         |
| Женски | 709    | 135              | 403          | 146            | 25                 | 0         |
| УКУПНО | 1.452  | 389              | 808          | 185            | 69                 | 1         |

| Пол    | Укупно                    | Пољопривреда, лов и шумарство | Рибарство                            | Вађење руде и камена | Прерађивачка индустрија       |
| ------ | ------------------------- | ----------------------------- | ------------------------------------ | -------------------- | ----------------------------- |
| Мушки  | 447                       | 292                           | 1                                    | 0                    | 53                            |
| Женски | 270                       | 150                           | 0                                    | 0                    | 48                            |
| УКУПНО | 717                       | 442                           | 1                                    | 0                    | 101                           |
| Пол    | Производња и снабдевање   | Грађевинарство                | Трговина                             | Хотели и ресторани   | Саобраћај, складиштење и везе |
| Мушки  | 2                         | 16                            | 26                                   | 7                    | 26                            |
| Женски | 0                         | 1                             | 20                                   | 7                    | 2                             |
| УКУПНО | 2                         | 17                            | 46                                   | 14                   | 28                            |
| Пол    | Финансијско посредовање   | Некретнине                    | Државна управа и одбрана             | Образовање           | Здравствени и социјални рад   |
| Мушки  | 1                         | 2                             | 8                                    | 4                    | 4                             |
| Женски | 3                         | 1                             | 4                                    | 7                    | 25                            |
| УКУПНО | 4                         | 3                             | 12                                   | 11                   | 29                            |
| Пол    | Остале услужне активности | Приватна домаћинства          | Екстериторијалне организације и тела | Непознато            | Непознато                     |
| Мушки  | 5                         | 0                             | 0                                    | 0                    | 0                             |
| Женски | 2                         | 0                             | 0                                    | 0                    | 0                             |
| УКУПНО | 7                         | 0                             | 0                                    | 0                    | 0                             |